# Louis Baeck
Pour les articles homonymes, voir Baeck.
Louis Baeck (Elversele, 3 juin 1928 – Heverlee, 29 novembre 2014) est un professeur économiste et de géopolitique belge flamand de réputation internationale.
Il est docteur en économie et master en relations internationales de l'université de Californie à Berkeley. Il travailla de 1954 à 1961 au Congo belge (Lovanium) et au Rwanda-Burundi. Il travailla aux cabinets (65-70) de Pierre Harmel et de Paul Vanden Boeynants et rencontra Henry Kissinger.
Il fut professeur de développement international de la KUL (depuis 1961), où il fut président du Centre de planning du Développement. Il est auteur de différents ouvrages et essais d'économie et de géopolitique.
Il fut administrateur de la Fondation universitaire (1983-2001).